# إد ميرفي (لاعب كرة قاعدة أمريكي)
إد ميرفي (بالإنجليزية: Ed Murphy)‏ هو لاعب كرة قاعدة أمريكي، ولد في 23 أغسطس 1918 في جوليت في الولايات المتحدة، وتوفي بنفس المكان في 10 ديسمبر 1991.

## وصلات خارجية
- إد ميرفي (لاعب كرة قاعدة أمريكي) على موقعبيزبول رفرنس.كوم (الدوري الرئيسي) (الإنجليزية)